# Theuville (Eure-et-Loir)
Theuville település Franciaországban, Eure-et-Loir megyében. Lakosainak száma 731 fő (2016. január 1.). Theuville Allonnes, Beauvilliers, Berchères-les-Pierres, Dammarie, Pézy, Prunay-le-Gillon, Villeneuve-Saint-Nicolas és Les Villages Vovéens községekkel határos.

## Népesség
A település népessége az elmúlt években az alábbi módon változott:

| 2013 | 437 |
| 2016 | 731 |